# Roman eines Frauenarztes
Roman eines Frauenarztes ist ein deutsches Spielfilmmelodram aus dem Jahre 1954 von Falk Harnack. Die Hauptrollen spielen Rudolf Prack und Winnie Markus. Dem Film liegt ein Roman von Curt Riess zugrunde.

## Handlung
Als vielbeschäftigter Klinikarzt hat Dr. Georg Roberts oft nur wenig Zeit für seine schwerkranke Frau Eva. Um sie wieder genesen zu lassen, schickt er seine Gattin zur Erholung in ein Sanatorium. Derweil gibt sich Roberts ganz seiner Arbeit hin und verliebt sich währenddessen in seine rechte Hand, Assistentin Beate. Beide gehen vollkommen in ihrem Beruf auf, kranken Menschen zu helfen. Dabei vergisst Georg allmählich, dass er noch eine Gattin hat. Die stirbt praktischerweise nach ihrer Rückkehr ins eheliche Heim, sodass Dr. Roberts sich nun noch mehr in seinen Beruf als Frauenarzt vertieft. Sein Interesse gegenüber seinen Patientinnen geht so weit, dass sich nunmehr Beate zurückgesetzt fühlt und schließlich erkennt, dass er ebenso wenig für sie da sein wird, wie er es bereits für seine verstorbene Gattin war. Beate verlässt Georg und ihren Arbeitsplatz und heiratet schließlich einen anderen Mann. Als ihr neuer Gatte bei einem schweren Autounfall ums Leben kommt, landet Beate erneut in den Händen ihres ehemaligen Chefs. Erst jetzt erkennt der Klinikchef, dass Beate immer die Richtige für ihn war.

## Produktionsnotizen
Die Dreharbeiten fanden zwischen dem 31. August und dem 15. Oktober 1954 in Berlin und Göttingen (Filmatelier Göttingen und Außenaufnahmen) statt, der Film wurde bereits am 29. Oktober 1954 uraufgeführt.
Léon Canel übernahm die Produktionsleitung, die Filmbauten stammen von dem Ehepaar Mathias Matthies und Ellen Schmidt. Die Kostüme entwarf Sinaida Rudow.

## Kritiken
Im Spiegel ist zu lesen: „Rudolf Prack als gefragter Gynäkologe, der dank zweier vorteilhafter Todesfälle schließlich seine mißvergnügte Gattin (Anne-Marie Blanc) in eine frischere Lebensgefährtin, „die ideale Arztfrau“ (Winnie Markus), umtauschen darf. Der Regisseur Falk Harnack hatte immerhin einige Nebenrollen hübsch besetzt. Ein originaler Kaiserschnitt wirkt in der umständlichen Eifersuchtsaffäre als sehr unziemliche Einlage.“
Im Lexikon des Internationalen Films heißt es: „Verfilmung eines Illustriertenromans: eine Mischung aus Edelkitsch und moralischem Anspruch im Stil der 50er Jahre.“